# 拉斐尔·莱昂纳多·卡列哈斯
拉斐尔·莱昂纳多·卡列哈斯·罗梅罗（西班牙語：Rafael Leonardo Callejas Romero，1943年11月14日—2020年4月4日），洪都拉斯国民党政治家，在1990年至1994年出任洪都拉斯总统，后出任宏都拉斯足球協會主席。